# William Gladstone
William Ewart Gladstone (29. december 1809 – 19. maj 1898) var en britisk politiker, premierminister 1868-74, 1880-85, 1886 og 1892-94.
Gladstone var søn af en velstående, politisk aktiv købmand i Liverpool og blev uddannet ved Eton og Oxford. I 1832 blev han indvalgt som konservativ i Underhuset, hvor han bortset fra 1846-47 havde sæde indtil 1895, og han gjorde sig snart bemærket på forskellige poster i Robert Peels ministerier. Gladstone gav i bogen The State in Its Relations with the Church fra 1838 udtryk for sine stærkt konservative og religiøse synspunkter, og i 1845 brød han med regeringen på grund af dens støtte til katolske skoler i Irland. Peel kaldte ham snart tilbage som medarbejder ved gennemførelsen af Toldloven af 1846, hvilket betød, at Gladstone faldt i sin kreds, men i 1847 blev han valgt for Oxford University.
I de følgende år bevægede Gladstone sig mod liberalismen, og 1852-55 var han finansminister i Aberdeens koalition af såkaldte peelitter og liberale. I 1859 blev han finansminister i Palmerstons liberale ministerium, og ved Palmerstons død i 1865 stod Gladstone som en af det liberale partis ledere; han var desuden en af Underhusets mest fremragende talere med en uovertruffen beherskelse af både de store perspektiver og detaljerne, ikke mindst på det finansielle område. Året efter, at John Russell i 1866 havde trukket sin regering tilbage, dannede Gladstone sit første ministerium, og et omfattende reformarbejde blev iværksat. I 1869 afskaffedes den protestantiske irske statskirke, i 1870 gennemførte han en skolelov og en hærreform, der afskaffede køb af officersstillinger, og i 1873 fulgte en retsplejereform. I 1874 trådte han tilbage til fordel for Benjamin Disraeli.
Som oppositionens leder angreb Gladstone med stor kraft regeringens tyrkiskvenlige udenrigspolitik, og i 1880 kunne han igen overtage regeringsledelsen, hvor han indstillede den ekspansive udenrigspolitik. I den periode blev det irske spørgsmål aktuelt, og Gladstone søgte med en blanding af tvangslove og imødekommenhed at dæmpe uroen i Irland. Hans ministerium faldt i 1885, blandt andet fordi han tøvede med at støtte anneksionen af Egypten og Sudan.
Gladstone vendte tilbage i 1886, men han måtte gå af et halvt år senere efter et nederlag i Underhuset på grund af sin irske politik, indførelsen af Home Rule. I 1892 dannede Gladstone endelig sit fjerde og sidste ministerium efter som oppositionsleder at have gjort det irske spørgsmål til sit afgørende politiske programpunkt. Det faldt i 1894, da denne gang Overhuset standsede gennemførelsen af Home Rule, og han trak sig derpå ud af politik.
Gladstone havde som politisk leder vendt sig imod den aggressive britiske ekspansionspolitik (mod blandt andet Rusland) og blev derfor betragtet som udenrigspolitisk forsigtig og usikker, men han havde aktivt fremmet det britiske samfunds demokratisering. Han rummede i sin person mange af den victorianske tidsalders bedste egenskaber, en dyb overbevisning om nødvendigheden af og en stærk vilje til utrætteligt at kæmpe for, hvad hans kristne tro tilsagde ham, var retfærdighed. Politik var for Gladstone en kaldelse til at virkeliggøre Guds vilje, og hans hele personlighed var for hans tilhængere legemliggørelsen af en retfærdig og moralsk politik, hvori kristendommens etik og den liberale fremskridtstro forenedes.
Blandt sine tilhængere var Gladstone kendt som "The People's William" eller "G.O.M." ("Grand Old Man", eller ifølge hans politiske rival Benjamin Disraeli, "Guds Eneste Fejl"). Historikere kalder ham ofte for en af Storbritanniens største ledere.